# Caponina chilensis
Caponina chilensis är en spindelart som beskrevs av Norman I. Platnick 1994. Caponina chilensis ingår i släktet Caponina och familjen Caponiidae. Inga underarter finns listade.